# Domingo Álvarez Arenas
Domingo Álvarez Arenas (Cangas de Tineo, provincia de Oviedo, 1801-Oviedo, 1875) fue un catedrático, jurista y político español.

## Biografía
Nació en 1801 en Cangas de Tineo. Graduado de la facultad de derecho en la Real Audiencia de Oviedo, ejerció diversos cargos públicos como juez segundo dicha institución, donde también fue decano. Llegó a ser corregidor y fiscal de Oviedo. Vicepresidente y miembro de la Comisión de monumentos históricos y artísticos de Oviedo. Entre 1844 y 1851 ejerció diversos cargos administrativos y políticos como diputado de varios distritos de Oviedo, dichas actividades las alternó con el cargo de teniente de alcalde de Oviedo. Miembro de las Sociedades económicas de amigos del país. Álvarez Arenas además fue reconocido en el campo académico por ser catedrático, vicerrector, rector y decano en la Universidad de Oviedo.

## Obras
- 1844: Reglamento interior del Claustro de la Universidad de Oviedo, Oviedo, Impta. Pedregal.
- 1844: Programa de enseñanza para el año séptimo de Jurisprudencia en el curso de 1844 á 1845. Oviedo (7 pp., junto a los programas de otros profesores).
- 1848: Solemne distribución de premios adjudicados en la Universidad de Oviedo, Oviedo.